# Végvári Ági
Végvári Ági (Pápa, 1976. január 2. –)  rádiós műsorvezető.

## Élete
Gyermekkorában ének-zenei általános iskolába járt, hobbiként pedig szalagos magnóra zenéket rögzített külföldi rádióállomásokról. 
1998-ban szerzett diplomát a Berzsenyi Dániel Tanárképző Főiskolán német és magyar nyelv- és irodalom szakon.
2000-ben Budapestre költözött.
2001-ben kezdett el rádiózni. Kezdetben a Rádió Deejay szerkesztője volt, aztán a rádió moziműsorának, a Cinemania-nak, majd a Hello Deejay c. morning show  műsorvezetője lett. Ezt a műsort Sebestyén Balázzsal és Vadon Jánossal együtt vezették. Aztán állandó házigazdája lett a Kívánságműsornak.
2006-ban a Rádió Deejay megszűnt. Ekkor a  Sláger Rádió kereste meg, itt dolgozott egészen a rádió megszűnéséig, 2009 novemberéig.
2011-ben hívták át a Radio Face stábjába. A Face up! című reggeli műsort Ujvári Zoltán Szilveszterrel együtt vezették egészen 2012 januárjáig.